# Jack Ragland
Jack Ragland (anglès: Jack Williamson Ragland)  (Hutchinson, 9 d'octubre de 1913 - Tucson, 14 de juny de 1996) fou un jugador de bàsquet estatunidenc que va competir durant la dècada de 1930.
El 1936 va prendre part en els Jocs Olímpics de Berlín, on guanyà la medalla d'or en la competició de bàsquet. Jugà a bàsquet universitari amb la Wichita State University.